# Simhadri
Simhadri (telugu: సింహాద్రి) to tollywoodzki film w języku telugu - wyreżyserowany w 2003 roku przez S.S. Rajamouli. Główną rolę kobiecą gra Bhoomika, a rolach drugoplanowych występują Ankitha i Nasser.

## Obsada
- Nandamuri Taraka Rama Rao – Simhadri
- Mukesh Rishi – Bhai Saab
- Bhoomika Chawla – Indu
- Ankitha – Kasturi
- Nasser – Ram Bhupal Varma
- Sharat Saxena